# 지방도 제905호선
지방도 제905호선은 경상북도 고령군 성산면 기족리 기족 교차로와 구미시 원평동 제2구미교네거리를 잇는 경상북도의 지방도이다. 성주군을 남북으로 관통하는 것이 특징이며 용암면의 남성주 나들목을 통해 중부내륙고속도로와 연계된다. 또한 중부내륙고속도로와 나란히 달리기 때문에 고속도로 우회도로로도 많이 이용된다.

## 연혁
- 2001년 6월 21일 : 초전우회도로(성주군 초전면 칠선리 ~ 대장리) 1.98km 구간 개통[1]
- 2003년 2월 20일 : 노선 폐지 및 재지정[2]
- 2018년 11월 15일 : 노선 기점을 고령군 성산면 삼대리에서 고령군 성산면 기족리로 9.7km 연장.[3]
- 2021년 12월 6일: 노선 종점을 김천시 남면 부상리에서 구미시 원평동으로 연장. 이에 따라 총 연장이 55.9km에서 66.72km로 연장 및 '성산 ~ 남면선'에서 '성산 ~ 원평선'이 됨.[4]
- 2022년 2월 3일 : 예산 ~ 금산간 도로(성주군 성주읍 지내리) 920m 구간 확장 개통.[5]

## 주요 경유지
- 고령군
  - 성산면 기족 교차로 - 성산면 행정복지센터 - 성산초등학교 - 동고령 나들목 -  득성삼거리 - 강정리 - 박곡교 - 박곡리 - 무계리
  - 다산면 다산산업단지 - 송곡리 - 송곡삼거리

- 성주군
  - 용암면 용계리 - 선송리 - 용정교 - 용정네거리 - 용정삼거리 - 상언리 - 남성주 나들목 - 본리교 - 용암중학교 - 본리리 - 대봉리 - 마월리 - 중거리
  - 성주읍 성산리 - 성주농공단지 - 경산 교차로 - 경산2교 - 경산리 - 경산네거리 - 경산사거리 - 성주초등학교 - KT 성주지사 - 예산리 - 예산삼거리 - 성주중학교 - 금산리
  - 초전면 칠선리 - 칠선1교 - 대랑교 - 동포리 - 어산삼거리 - 봉정리 - 용봉교 - 용봉리 - 신거리고개

- 김천시
  - 남면 신거리고개 - 월명리 - 부상삼거리 (구 국도 제4호선과 접속) - 금오산역 - 사모실 교차로 - (임도) - 성요셉마을 - (오봉2리) - 금오산힐링캠프

- 구미시
  - 아포읍 대성리
  - 선주원남동 수점동 - 대성저수지 - 선기동 - 구미버스 - 구미칠곡축산농협 축산물유통센터 - 제2구미교네거리

## 중복 구간
- 성주군 용암면 용정네거리 ~ 용정삼거리 : 국가지원지방도 제67호선, 국가지원지방도 제79호선과 중복

## 도로명
- 고령군 성산면 기족 교차로 ~ 득성삼거리 : 성산로
- 고령군 성산면 득성삼거리 ~ 성주군 용암면 용정네거리 : 성암로
- 성주군 용암면 용정네거리 ~ 용정삼거리 : 운용로
- 성주군 용암면 용정삼거리 ~ 성주읍 경산2교 북단 : 상성로
- 성주군 성주읍 경산2교 북단 ~ 경산네거리 : 시장길
- 성주군 성주읍 경산네거리 ~ 경산사거리 : 성주로
- 성주군 성주읍 경산사거리 ~ KT성주지사 : 성주읍4길
- 성주군 성주읍 KT성주지사 ~ 예산삼거리 : 성주순환로
- 성주군 성주읍 예산삼거리 ~ 김천시 남면 부상삼거리 : 주천로
- 김천시 남면 부상삼거리 ~ 사모실 교차로 : 농남로
- 김천시 남면 사모실 교차로 ~ 성요셉마을 : (임도)
- 김천시 남면 성요셉마을 ~ (오봉2리) : 갈항길
- 김천시 남면 (오봉2리) ~ 금오산힐링캠프 : 오봉길
- 김천시 남면 금오산힐링캠프 ~ 구미시 아포읍 대성리 : 대성지1길
- 구미시 아포읍 대성리 ~ 선기동 : 수점로
- 구미시 선기동 ~ 제2구미교네거리 : 선기로